# Hollandiában történt légi közlekedési balesetek listája
A Hollandiában történt légi közlekedési balesetek listája mind a halálos áldozattal járó, mind pedig a kisebb balesetek, meghibásodások miatt történt, gyakran csak az adott légiforgalmi járművet érintő baleseteket is tartalmazza évenkénti bontásban.

## Hollandiában történt légi közlekedési balesetek

### 1996
- 1996. július 15., Eindhoven repülőtere közelében. Leszállás közben seregélyek csapata került a hajtóműbe és lezuhant a Belga Királyi Légierő Lockheed C-130H Hercules típusú, CH-06-os lajstromjelű katonai szállító repülőgépe. A gépen tartózkodó 37 fő utas és 4 fős személyzet tagjai közül 34-en vesztették életüket, a 7 fő túlélő súlyos sérüléseket szenvedett.[1]